# باشگاه فوتبال تراکتور در فصل ۹۹–۱۳۹۸
باشگاه فوتبال تراکتور تبریز در فصل ۹۹–۱۳۹۸، در نوزدهمین دورهٔ رقابت‌های لیگ برتر فوتبال ایران (جام خلیج فارس) حضور داشت. این یازدهمین حضور تراکتور در این رقابت‌هابود. همچنین این مسابقات سی و چهارمین دورهٔ از بالاترین دسته لیگ در فوتبال ایران می‌باشد. این تیم همانند فصل گذشته جزو مدعیان کسب عنوان قهرمانی در لیگ برتر بود که به مقام چهارم دست یافت؛ و همچنین قهرمان جام حذفی ایران شد.

## بازیکنان

### بازیکنان
فهرست بازیکنان باشگاه فوتبال تراکتور در فصل ۹۹–۱۳۹۸ به شرح زیر است:
| شماره |       | نقش       | بازیکن          |
| ----- | ----- | --------- | --------------- |
| ۱     | ایران | دروازه‌بان | رشید مظاهری     |
| ۳     | ایران | مدافع     | محمدرضا خانزاده |
| ۴     | ایران | مدافع     | ایمان سلیمی     |
| ۶     | ایران | هافبک     | اکبر ایمانی     |
| ۷     | ایران | هافبک     | مسعود شجاعی     |
| ۸     | ایران | هافبک     | سعید مهری       |
| ۹     | ایران | هافبک     | رضا اسدی        |
| ۱۰    | ایران | مهاجم     | ساسان انصاری    |
| ۱۴    | ایران | مدافع     | میثم تیموری     |
| ۱۵    | برزیل | مدافع     | یوری ماتیاس     |
| ۱۶    | ایران | مهاجم     | محمدرضا آزادی   |

| شماره |         | نقش       | بازیکن           |
| ----- | ------- | --------- | ---------------- |
| ۱۷    | ایران   | هافبک     | رضا شکاری        |
| ۲۰    | الجزایر | مهاجم     | اوکاچا حمزاوی    |
| ۲۱    | ایران   | هافبک     | اشکان دژاگه      |
| ۲۳    | پرو     | مهاجم     | ویلیان میمبلا    |
| ۲۴    | ایران   | مدافع     | میلاد فخرالدینی  |
| ۲۸    | ایران   | مدافع     | احسان حاج صفی    |
| ۳۲    | ایران   | هافبک     | حامد حسینعلی‌زاده |
| ۷۰    | ایران   | مهاجم     | مهدی تیکدری      |
| ۷۸    | ایران   | مهاجم     | سبحان خاقانی     |
| ۹۰    | ایران   | دروازه‌بان | رضا سیف احمدی    |
| ۹۷    | ایران   | دروازه‌بان | محمدرضا اخباری   |

### سایر بازیکنان تحت قرارداد
این فهرست شامل بازیکنانی است که با باشگاه تراکتور قرارداد دارند اما بنا بر دلایل مختلفی نام آن‌ها از فهرست بازیکنان اصلی تیم خارج شده‌است.
| شماره |      | نقش   | بازیکن       |
| ----- | ---- | ----- | ------------ |
|       | ژاپن | هافبک | یوکیا سوگیتا |

### بازیکنان جدا شده به صورت قرضی
| شماره |       | نقش   | بازیکن                                                 |
| ----- | ----- | ----- | ------------------------------------------------------ |
|       | ایران | مدافع | ابوالفضل رزاق پور (در شاهین بوشهر تا ۲۱ اردیبهشت ۱۳۹۹) |

## گلزنان
| # | ملیت     | بازیکن            | لیگ برتر | جام حذفی | مجموع |
| - | -------- | ----------------- | -------- | -------- | ----- |
| ۱ | ایران    | احسان حاج‌صفی      | ۶        | ۰        | ۶     |
| ۲ | ایران    | محمد عباس زاده    | ۵        | ۰        | ۵     |
| ۲ | ایران    | رضا اسدی          | ۵        | ۱        | ۵     |
| ۲ | ایران    | اشکان دژاگه       | ۲        | ۳        | ۵     |
| ۳ | ایران    | مسعود شجاعی       | ۳        | ۱        | ۴     |
| ۳ | ایران    | محمدرضا آزادی     | ۳        | ۱        | ۴     |
| ۴ | ایران    | اکبر ایمانی       | ۲        | ۱        | ۳     |
| ۵ | ایران    | محمدرضا خانزاده   | ۰        | ۲        | ۲     |
| ۵ | ایران    | سعید مهری         | ۰        | ۲        | ۲     |
| ۶ | پرو      | ویلیان میمبلا     | ۱        | ۰        | ۱     |
| ۶ | ژاپن     | یوکیا سوگیتا      | ۱        | ۰        | ۱     |
| ۶ |          | گل به خودی حریفان | ۱        | ۰        | ۱     |
| ۶ | مارتینیک | کوین فورچونه      | ۱        | ۰        | ۱     |
| ۶ | الجزایر  | اوکاچا حمزاوی     | ۱        | ۰        | ۱     |

- آخرین بروز رسانی:۳۱ مرداد ۱۳۹۹

## دروازه‌بسته
| # | ملیت  | بازیکن         | لیگ برتر | جام حذفی | مجموع |
| - | ----- | -------------- | -------- | -------- | ----- |
| ۱ | ایران | رشید مظاهری    | ۱۴       | ۰        | ۱۴    |
| ۲ | ایران | محمدرضا اخباری | ۱        | ۱        | ۲     |

- آخرین بروز رسانی: ۹ شهریور ۱۴۰۳

## رقابت‌ها

### بررسی مسابقات
| رقابت    | اولین بازی    | آخرین بازی     | شروع دور         | جایگاه نهایی | آمار | آمار | آمار | آمار | آمار | آمار | آمار | آمار  |
| رقابت    | اولین بازی    | آخرین بازی     | شروع دور         | جایگاه نهایی | بازی | ب    | ت    | ش    | گ‌ز   | گ‌خ   | ت‌گ   | % برد |
| -------- | ------------- | -------------- | ---------------- | ------------ | ---- | ---- | ---- | ---- | ---- | ---- | ---- | ----- |
| لیگ برتر | ۳۱ مرداد ۱۳۹۸ | ۳۰ مرداد ۱۳۹۹  | هفته اول         | چهارم        | ۳۰   | ۱۴   | ۸    | ۸    | ۳۱   | ۲۳   | ۸+   | ۰۴۷   |
| جام حذفی | ۷ مهر ۱۳۹۸    | ۱۳ شهریور ۱۳۹۹ | یک شانزدهم نهایی | قهرمان       | ۵    | ۵    | ۰    | ۰    | ۱۱   | ۵    | ۶+   | ۱۰۰   |
| مجموع    | مجموع         | مجموع          | مجموع            | مجموع        | ۳۵   | ۱۹   | ۸    | ۸    | ۴۲   | ۲۸   | ۱۴+  | ۰۵۴   |

آخرین به‌روزرسانی در: ۲۹ فوریه ۲۰۲۰.

منبع: رقابت‌ها

### لیگ برتر

#### جایگاه در جدول
| رتبه | تیم       | بازی | برد | مساوی | باخت | گل زده | گل خورده | گل تفاضل | امتیاز | صعود یا سقوط                               |
| ---- | --------- | ---- | --- | ----- | ---- | ------ | -------- | -------- | ------ | ------------------------------------------ |
| ۲    | استقلال   | ۳۰   | ۱۴  | ۱۱    | ۵    | ۵۵     | ۳۱       | ۲۴+      | ۵۳     | صعود به مرحله پلی‌آف لیگ قهرمانان آسیا ۲۰۲۱ |
| ۳    | فولاد     | ۳۰   | ۱۴  | ۹     | ۷    | ۲۸     | ۱۹       | ۹+       | ۵۱     | صعود به مرحله پلی‌آف لیگ قهرمانان آسیا ۲۰۲۱ |
| ۴    | تراکتور   | ۳۰   | ۱۴  | ۸     | ۸    | ۳۱     | ۲۳       | ۸+       | ۵۰     | صعود به مرحله گروهی لیگ قهرمانان آسیا ۲۰۲۱ |
| ۵    | سپاهان    | ۳۰   | ۱۲  | ۱۳    | ۵    | ۳۹     | ۲۲       | ۱۷+      | ۴۹     |                                            |
| ۶    | شهر خودرو | ۳۰   | ۱۲  | ۱۰    | ۸    | ۲۷     | ۲۵       | ۲+       | ۴۶     |                                            |

#### دست‌آوردها در خانه و بیرون
| مجموع | مجموع  | مجموع | مجموع | مجموع | مجموع | مجموع | مجموع | خانه | خانه | خانه | خانه | خانه | خانه | مهمان | مهمان | مهمان | مهمان | مهمان | مهمان |
| بازی  | امتیاز | پ     | ت     | ش     | گ‌ز    | گ‌خ    | ت‌گ    | پ    | ت    | ش    | گ‌ز   | گ‌خ   | ت‌گ   | پ     | ت     | ش     | گ‌ز    | گ‌خ    | ت‌گ    |
| ----- | ------ | ----- | ----- | ----- | ----- | ----- | ----- | ---- | ---- | ---- | ---- | ---- | ---- | ----- | ----- | ----- | ----- | ----- | ----- |
| ۳۰    | ۵۰     | ۱۴    | ۸     | ۸     | ۳۱    | ۲۳    | ۸+    | ۱۱   | ۲    | ۲    | ۲۱   | ۱۰   | ۱۱+  | ۳     | ۶     | ۶     | ۱۰    | ۱۳    | −۳    |

آخرین بروزرسانی: ۱۵ اوت ۲۰۲۰

منبع: سازمان لیگ

پ = پیروزی؛ ت = تساوی؛ ش = شکست؛ گ‌ز = گل زده؛ گ‌خ = گل خورده؛ ت‌گ = تفاضل گل

#### نتایج در هر بازی
| هفته    | ۱ | ۲ | ۳ | ۴ | ۵ | ۶ | ۷ | ۸ | ۹ | ۱۰ | ۱۱ | ۱۲ | ۱۳ | ۱۴ | ۱۵ | ۱۶ | ۱۷ | ۱۸ | ۱۹ | ۲۰ | ۲۱ | ۲۲ | ۲۳ | ۲۴ | ۲۵ | ۲۶ | ۲۷ | ۲۸ | ۲۹ | ۳۰ |
| ------- | - | - | - | - | - | - | - | - | - | -- | -- | -- | -- | -- | -- | -- | -- | -- | -- | -- | -- | -- | -- | -- | -- | -- | -- | -- | -- | -- |
| زمین    | ب | خ | ب | خ | ب | خ | ب | ب | خ | ب  | خ  | ب  | خ  | ب  | خ  | خ  | ب  | خ  | ب  | خ  | ب  | خ  | خ  | ب  | خ  | ب  | خ  | ب  | خ  | ب  |
| دست‌آورد | م | پ | م | پ | پ | پ | پ | ش | ش | ش  | پ  | پ  | م  | ش  | پ  | پ  | ش  | پ  | م  | پ  | ش  | ش  | پ  | م  | ب  | م  | م  | م  | ب  | ش  |
| جایگاه  | ۹ | ۶ | ۵ | ۴ | ۲ | ۲ | ۲ | ۳ | ۳ | ۵  | ۵  | ۵  | ۸  | ۹  | ۶  | ۳  | ۳  | ۳  | ۳  | ۲  | ۳  | ۶  | ۴  | ۴  | ۲  | ۴  | ۳  | ۳  | ۳  | ۴  |

زمین: ب = بیرون از خانه، خ = داخل خانه. دست‌آورد: پ = پیروزی، ش = شکست، م = مساوی، ع = به تعویق افتاده.